# No More Running Away
No More Running Away is een nummer van de Britse alternatieve rockband Air Traffic uit 2008. Het is de derde single van hun debuutalbum Fractured Life.
"No More Running Away" is een ballad die gaat over een scheiding. Toen het nummer werd uitgebracht, was er een tour gaande van Air Traffic. Van iedere keer dat de band het nummer live speelde, werd een aparte opname gemaakt, die fans konden downloaden. Het nummer werd een kleine hit in het Verenigd Koninkrijk, waar het de 45e positie bereikte. In Nederland deed de plaat niets in de hitlijsten, terwijl in de Vlaamse Ultratop 50 een bescheiden 29e positie werd gehaald.

## Tracklijst
- Cd-single

1. "No More Running Away (singleversie)"
2. "Don't Wake Up"
3. "No More Running Away (live)"

- 7"

1. "No More Running Away (albumversie)"
2. "Boy With No Mind"